# Issacaris petalophora
Issacaris petalophora är en skalbaggsart som beskrevs av Leon Fairmaire 1889. Issacaris petalophora ingår i släktet Issacaris och familjen Melolonthidae. Inga underarter finns listade i Catalogue of Life.